# تريفور جونسون
تريفور جونسون (بالفرنسية: Trevor Johnson)‏ (و. 1982  م) هو لاعب هوكي الجليد كندي، ولد في ترايل، كولومبيا البريطانية، مركز لعبه هو مدافع ‏.

## روابط خارجية
- تريفور جونسون على موقع EliteProspects.com (الإنجليزية)
- تريفور جونسون على موقع Eurohockey.com (الإنجليزية)
- تريفور جونسون على موقع HockeyDB.com (الإنجليزية)